# Naissance en 1412
Naissance
- 1408
- 1409
- 1410
- 1411
- 1412
- 1413
- 1414
- 1415
- 1416

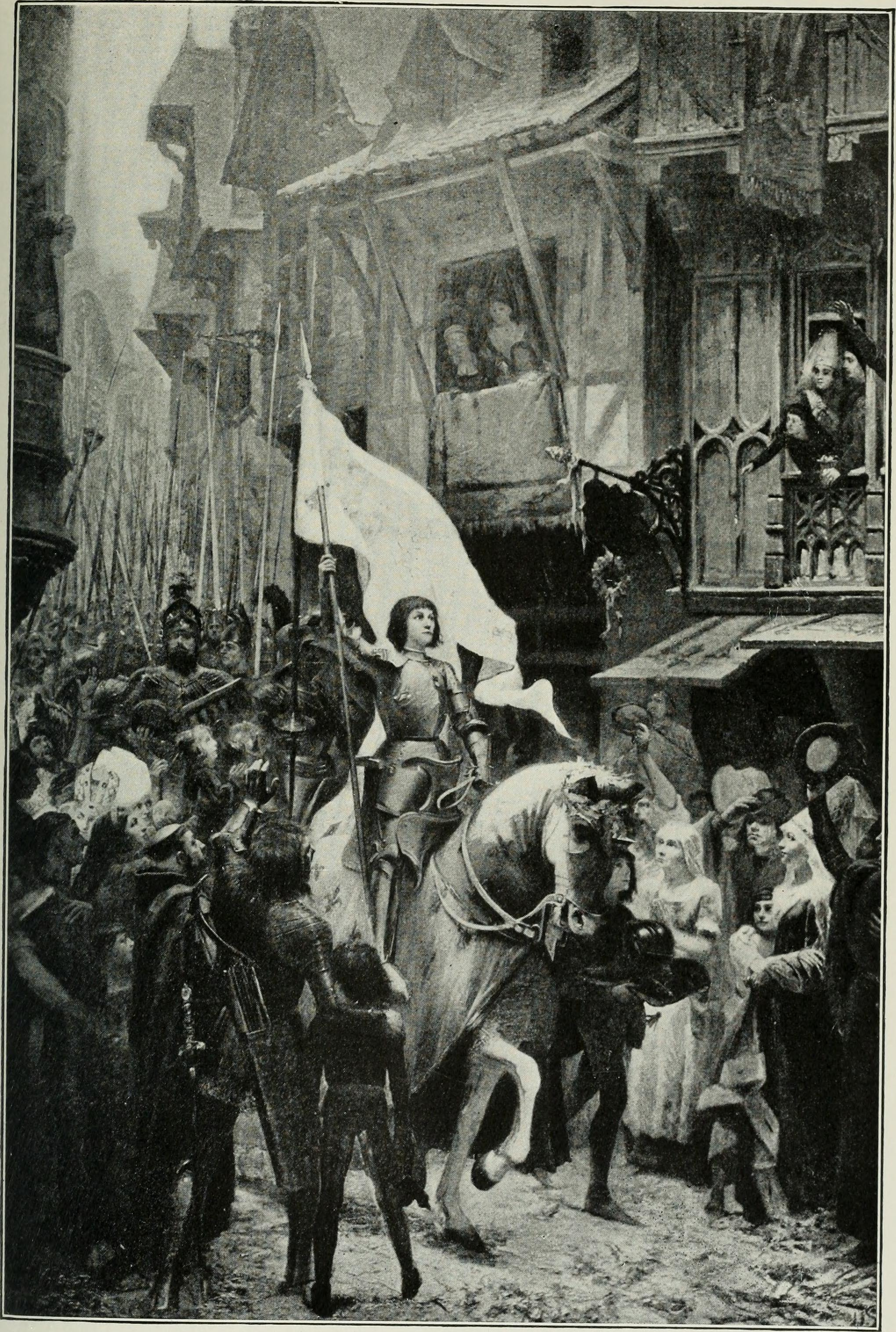
Jeanne d'Arc, née vers 1412.

Cette page dresse une liste de personnalités nées au cours de l'année 1412  :
- 24 juin: Jean IV de Montferrat, marquis de Montferrat.
- 22 août : Frédéric II de Saxe, dit le Bon ou le Doux, le Placide, électeur de Saxe, duc de Saxe, landgrave de Thuringe et margrave de Misnie.

- Abraham Senior, Juif de cour espagnol.
- Al-Qalasadi, mathématicien andalou.
- Jehan Bagnyon, juriste, historien et homme politique vaudois.
- Thomas Basin, évêque de Lisieux et chroniqueur français de langue latine.
- Andrea Cavalcanti, dit il Buggiano ou il Buggianino, sculpteur et architecte italien,
- Dhammazedi, seizième souverain du royaume d'Hanthawaddy, en Basse-Birmanie.
- Pierre-Yves de Claudel, chevalier breton.
- Jean de Montauban, chevalier, nommé amiral de France.
- Louis IV de Wurtemberg, comte de Wurtemberg.
- Giovanni di Francesco, ou Giovanni di Francesco del Cervelliera, peintre italien de l'école florentine du milieu du Quattrocento.
- Jean Jouffroy, cardinal de Saint-Martin in Montibus.
- Zanobi Strozzi, ou Zanobi di Benedetto di Caroccio degli Strozzi ou Zanobi di Benedetto Strozzi, peintre et un enlumineur italien de la Première Renaissance.

date incertaine (vers 1412)
- Abu-l-Khayr, fondateur de la dynastie turco-mongole des Chaybanides en Ouzbékistan.
- Jeanne d'Arc, surnommée la Pucelle d'Orléans, héroïne de l'histoire de France, chef de guerre et sainte de l'Église catholique.
- Thierry d'Isembourg, archevêque de Mayence.

## Crédit d'auteurs
- Cet article est partiellement ou en totalité issu de l'article intitulé « 1412 » (voir la liste des auteurs).